# 부드리역
부드리역(프랑스어: Gare de Boudry)은 스위스 뇌샤텔주의 부드리 지자체에 있는 기차역이다. 스위스 연방 철도의 표준궤 쥐라풋선의 중간 정류장이다.

## 운행편
다음 서비스가 부드리에서 정차한다.
- 레기오 : 뇌샤텔과 고지–생오방 사이를 매시간 운행하며, 러시아워 열차는 이베르동레뱅까지 계속 운행한다.